# アメリカ・ザ・ビューティフル25セント硬貨

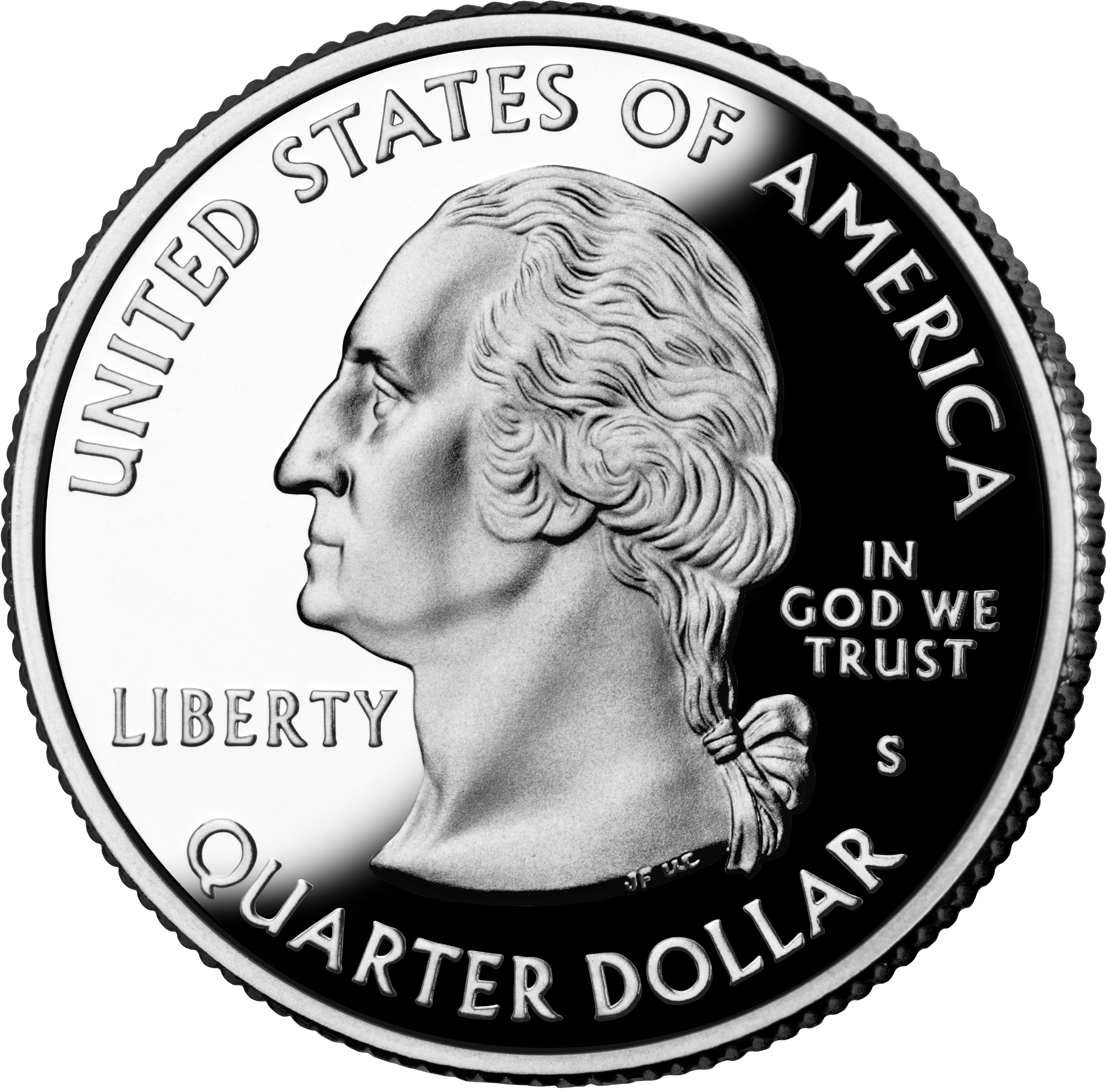
表面デザイン(共通)

アメリカ・ザ・ビューティフル25セント硬貨（英: America the Beautiful Quarters）はアメリカ合衆国造幣局が発行する特殊硬貨プログラム「アメリカ・ザ・ビューティフル・クォーターズ・プログラム（America the Beautiful Quarters Program）」で発行された25セント記念貨幣である。2010年から開始され2032年まで発行される予定である。
各州とワシントンD.C.及び海外領土にひとつずつ、国立公園、国立史跡、国有林がデザインされた裏側が毎年5種類発行される（2021年のみ1種）。

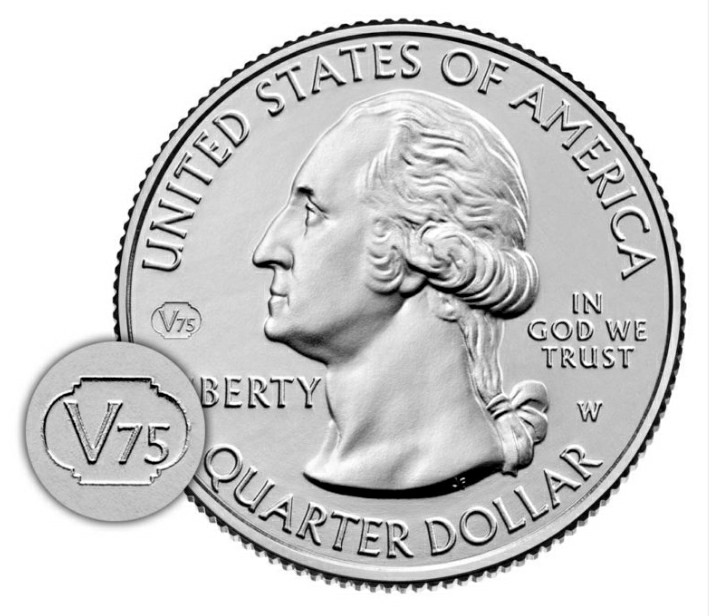
V75プライベートマークのある2020年発行硬貨の表面

## 概要
この硬貨は国立公園がデザインされているが、すでに3州で50州25セント硬貨で国立公園がデザインされている場合でも再び同じ国立公園が別デザインで登場している（アリゾナ州、カリフォルニア州、サウスダコタ州）。
流通を目的として通常発行されたものの他に、コレクター向けにプルーフセットやプルーフ銀貨のセットがアメリカ合衆国造幣局のホームページで販売されている。
2020年にはウェストポイントにて鋳造された表面にプライベートマーク（プリヴィー・マーク）が刻印されている。第二次大戦終戦75周年を記念し、「V75」と言う文字がワシントンD.C.の第二次世界大戦記念碑の場所にあったレインボー・プールの形の輪郭の中に表示されている。
| 年   | 通番 | 行政区                             | 場所                                                    | デザイン                                                                      | 描かれている要素                                                             | 流通開始日 (国立公園開設日)    | 鋳造数      | 鋳造数           | 鋳造数      |
| 年   | 通番 | 行政区                             | 場所                                                    | デザイン                                                                      | 描かれている要素                                                             | 流通開始日 (国立公園開設日)    | デンバー    | フィラデルフィア | 合計        |
| ---- | ---- | ---------------------------------- | ------------------------------------------------------- | ----------------------------------------------------------------------------- | ---------------------------------------------------------------------------- | ------------------------------ | ----------- | ---------------- | ----------- |
| 2010 | 1    | アーカンソー州                     | ホットスプリングス国立公園                              | Hot Springs quarter                                                           | 公園事務所と温泉                                                             | 2010年4月19日 (1832年4月20日)  | 34,000,000  | 35,600,000       | 69,600,000  |
| 2010 | 2    | ワイオミング州                     | イエローストーン国立公園                                | Yellowstone quarter                                                           | アメリカバイソンとオールド・フェイスフル・ガイザー                           | 2010年6月1日 (1872年3月1日)    | 34,800,000  | 33,600,000       | 68,400,000  |
| 2010 | 3    | カリフォルニア州                   | ヨセミテ国立公園                                        | Yosemite quarter                                                              | エル・キャピタン                                                             | 2010年7月26日 (1890年10月1日)  | 34,800,000  | 35,200,000       | 70,000,000  |
| 2010 | 4    | アリゾナ州                         | グランド・キャニオン国立公園                            | Grand Canyon quarter                                                          | マーブル・キャニオン                                                         | 2010年9月20日 (1893年2月20日)  | 35,400,000  | 34,800,000       | 70,200,000  |
| 2010 | 5    | オレゴン州                         | マウント・フッド国有林                                  | Mount Hood quarter                                                            | フッド山とロスト湖                                                           | 2010年11月15日 (1893年9月28日) | 34,400,000  | 34,400,000       | 69,000,000  |
| 2011 | 6    | ペンシルベニア州                   | ゲティスバーグ国立軍事公園                              | Gettysburg National Military Park quarter                                     | ペンシルベニア第72歩兵師団記念碑                                             | 2011年1月24日 (1895年2月11日)  | 30,400,000  | 30,800,000       | 61,200,000  |
| 2011 | 7    | モンタナ州                         | グレイシャー国立公園                                    | Glacier National Park quarter                                                 | レイノルズ山とマウンテンゴート                                               | 2011年4月4日 (1897年2月22日)   | 31,200,000  | 30,400,000       | 61,600,000  |
| 2011 | 8    | ワシントン州                       | オリンピック国立公園                                    | Olympic National Park quarter                                                 | オリンポス山を背景にしたホー川のルーズヴェルトエルク                         | 2011年6月13日 (1897年2月22日)  | 30,600,000  | 30,400,000       | 61,000,000  |
| 2011 | 9    | ミシシッピ州                       | ヴィックスバーグ国立軍事公園                            | Vicksburg National Military Park quarter                                      | ヤズー川の砲艦カイロ                                                         | 2011年8月29日 (1899年2月21日)  | 33,400,000  | 30,800,000       | 64,200,000  |
| 2011 | 10   | オクラホマ州                       | チッカソー国立余暇地域                                  | Chickasaw National Recreation Area quarter                                    | リンカーン橋                                                                 | 2011年11月14日 (1902年7月1日)  | 69,400,000  | 73,800,000       | 143,200,000 |
| 2012 | 11   | プエルトリコ                       | エルユンケ国有林                                        | El Yunque National Forest quarter                                             | アカビタイボウシインコとコキーコヤスガエル                                   | 2012年1月23日 (1903年1月17日)  | 25,000,000  | 25,800,000       | 50,800,000  |
| 2012 | 12   | ニューメキシコ州                   | チャコ文化国立歴史公園                                  | Chaco Culture National Historical Park quarter                                | 古代プエブロ人住居の一部のキヴァ（部屋）                                     | 2012年4月2日 (1907年3月11日)   | 22,000,000  | 22,000,000       | 44,000,000  |
| 2012 | 13   | メイン州                           | アーカディア国立公園                                    | Acadia National Park quarter                                                  | バス・ハーバーの灯台                                                         | 2012年6月11日 (1916年7月8日)   | 21,606,000  | 24,800,000       | 46,406,000  |
| 2012 | 14   | ハワイ州                           | ハワイ火山国立公園                                      | Hawaiʻi Volcanoes quarter                                                     | キラウエア火山                                                               | 2012年8月27日 (1916年8月1日)   | 78,600,000  | 46,200,000       | 124,800,000 |
| 2012 | 15   | アラスカ州                         | デナリ国立公園                                          | Denali National Park quarter                                                  | デナリ山を背景にしたドールビッグホーン                                       | 2012年11月5日 (1917年2月26日)  | 166,600,000 | 135,400,000      | 302,000,000 |
| 2013 | 16   | ニューハンプシャー州               | ホワイトマウンテン国有林                                | White Mountain quarter                                                        | ワシントン山頂とバーチ                                                       | 2013年1月28日 (1918年5月16日)  | 107,600,000 | 68,800,000       | 176,400,000 |
| 2013 | 17   | オハイオ州                         | ペリーの勝利・国際平和記念公園                          | Perry’s Victory and International Peace Memorial quarter                      | オリバー・ハザード・ペリーの銅像と国際平和記念塔                             | 2013年4月1日 (1919年3月3日)    | 131,600,000 | 107,800,000      | 239,400,000 |
| 2013 | 18   | ネバダ州                           | グレートベースン国立公園                                | Great Basin National Park quarter                                             | ブリスルコーン・マツ                                                         | 2013年6月10日 (1922年1月24日)  | 141,400,000 | 122,400,000      | 263,800,000 |
| 2013 | 19   | メリーランド州                     | フォートマクヘンリー・ナショナル・モニュメント          | Fort McHenry National Historic Monument and Historic Shrine Quarter           | 攻撃下のフォートマクヘンリー                                                 | 2013年8月26日 (1925年3月3日)   | 151,400,000 | 120,000,000      | 271,400,000 |
| 2013 | 20   | サウスダコタ州                     | ラシュモア山国立記念公園                                | Mount Rushmore quarter                                                        | ラシュモア山国立記念公園の彫像士                                             | 2013年11月4日 (1925年3月3日)   | 272,400,000 | 231,800,000      | 504,200,000 |
| 2014 | 21   | テネシー州                         | グレート・スモーキー山脈国立公園                        | Great Smoky Mountains quarter                                                 | 鷹が舞う森のログハウス                                                       | 2014年1月27日 (1926年5月22日)  | 99,400,000  | 73,200,000       | 172,600,000 |
| 2014 | 22   | バージニア州                       | シェナンドー国立公園                                    | Shenandoah quarter                                                            | ストーニーマン・トレイルの登山者                                             | 2014年3月31日 (1926年5月22日)  | 197,800,000 | 112,800,000      | 310,600,000 |
| 2014 | 23   | ユタ州                             | アーチーズ国立公園                                      | Arches quarter                                                                | ラ・サル山脈とデリケート・アーチ                                             | 2014年6月9日 (1929年4月12日)   | 251,400,000 | 214,200,000      | 465,600,000 |
| 2014 | 24   | コロラド州                         | グレートサンドデューンズ国立公園                        | Great Sand Dunes quarter                                                      | 砂丘の小川で遊ぶ親子とサングレ・デ・クリスト山脈                             | 2014年8月25日 (1932年3月17日)  | 171,800,000 | 159,600,000      | 331,400,000 |
| 2014 | 25   | フロリダ州                         | エバーグレーズ国立公園                                  | Everglades quarter                                                            | ヤナギにとまるアメリカヘビウと水辺を歩くベニヘラサギ                         | 2014年11月3日 (1934年5月30日)  | 142,400,000 | 157,601,200      | 300,001,200 |
| 2015 | 26   | ネブラスカ州                       | ホームステッドナショナル・モニュメント                  | Homestead National Historical Park quarter                                    | 食料と水の貯蔵庫を象徴するログハウス、トウモロコシ2房、水汲みポンプ          | 2015年2月9日 (1936年3月19日)   | 248,600,000 | 214,400,000      | 463,000,000 |
| 2015 | 27   | ルイジアナ州                       | キサチー国有林                                          | Kisatchie National Forest quarter                                             | ダイオウマツを背景にウシクサの上を飛ぶ七面鳥                                 | 2015年4月13日 (1936年6月3日)   | 379,600,000 | 397,200,000      | 776,800,000 |
| 2015 | 28   | ノースカロライナ州                 | ブルーリッジ・パークウェイ                              | Blue Ridge Parkway quarter                                                    | ハナミズキのあるブルーリッジ・パークウェイ                                   | 2015年6月8日 (1936年6月30日)   | 505,200,000 | 325,616,000      | 830,816,000 |
| 2015 | 29   | デラウェア州                       | ボンベイフック国立野生保護区                            | Bombay Hook National Wildlife Refuge quarter                                  | オオアオサギとダイサギのいる塩沼                                             | 2015年9月14日 (1937年6月22日)  | 206,400,000 | 275,000,000      | 481,400,000 |
| 2015 | 30   | ニューヨーク州                     | サラトガ国立史跡公園                                    | Saratoga National Historical Park quarter                                     | ジョン・バーゴインがホレイショ・ゲイツに降伏し剣を渡す場面（サラトガの戦い） | 2015年11月16日 (1938年6月1日)  | 215,800,000 | 223,000,000      | 438,800,000 |
| 2016 | 31   | イリノイ州                         | ショウニー国有林                                        | 2016 America The Beautiful Quarters - Shawnee Illinois Reverse                | 飛翔するアカオノスリとキャメルロック                                         | 2016年2月1日 (1939年9月6日)    | 151,800,000 | 155,600,000      | 307,400,000 |
| 2016 | 32   | ケンタッキー州                     | カンバーランド・ギャップ国立史跡公園                    | 2016 America The Beautiful Quarters - Cumberland Gap Kentucky Reverse         | カンバーランド山脈を西に臨む開拓者                                           | 2016年4月4日 (1940年6月11日)   | 223,200,000 | 215,400,000      | 438,600,000 |
| 2016 | 33   | ウェストバージニア州               | ハーパーズ・フェリー国立史跡公園                        | 2016 America The Beautiful Quarters - Harpers Ferry West Virginia Reverse     | ジョン・ブラウンの砦                                                         | 2016年6月6日 (1944年6月30日)   | 424,000,000 | 434,630,000      | 858,630,000 |
| 2016 | 34   | ノースダコタ州                     | セオドア・ルーズベルト国立公園                          | 2016 America The Beautiful Quarters - Theodore Roosevelt North Dakota Reverse | リトルミズーリ川近辺で馬に乗るセオドア・ルーズベルト                         | 2016年8月29日 (1946年2月25日)  | 223,200,000 | 231,600,000      | 454,800,000 |
| 2016 | 35   | サウスカロライナ州                 | ムールトリー要塞 (サムター要塞ナショナル・モニュメント) | 2016 America The Beautiful Quarters - Fort Moultrie South Carolina Reverse    | ウィリアム・ジャスパーがムールトリー要塞にサウスカロライナ州旗を返還         | 2016年11月14日 (1948年4月28日) | 142,200,000 | 154,400,000      | 296,600,000 |
| 2017 | 36   | アイオワ州                         | エフィジーマウンズ・ナショナル・モニュメント            | 2017 America The Beautiful Quarters - Effigy Mounds Iowas Reverse             | 熊の形をしたエフィジーマウンズ                                               | 2017年2月6日 (1949年10月25日)  | 210,800,000 | 271,200,000      | 482,000,000 |
| 2017 | 37   | コロンビア特別区（ワシントンD.C.） | フレデリック・ダグラス国定史跡                          |                                                                               | フレデリック・ダグラスとその住居                                             | 2017年4月3日 (1962年9月5日)    | 185,800,000 | 184,800,000      | 370,600,000 |
| 2017 | 38   | ミズーリ州                         | オザーク国立景観河川                                    |                                                                               | アレー・ミル                                                                 | 2017年6月5日 (1964年8月27日)   | 200,000,000 | 203,000,000      | 403,000,000 |
| 2017 | 39   | ニュージャージー州                 | エリス島 (自由の女神像ナショナル・モニュメント)         |                                                                               | エリス島に到着した移民の家族                                                 | 2017年8月28日 (1965年5月11日)  | 254,000,000 | 234,000,000      | 488,000,000 |
| 2017 | 40   | インディアナ州                     | ジョージ・ロジャース・クラーク国立史跡公園              |                                                                               | サックビル砦への襲撃を主導するジョージ・ロジャース・クラーク                 | 2017年11月13日 (1966年6月23日) | 180,800,000 | 196,600,000      | 377,400,000 |
| 2018 | 41   | ミシガン州                         | ピクチャード・ロックス国立湖沼公園                      |                                                                               | シロマツの木とチャペル・ロック                                               | 2018年2月5日 (1966年10月15日)  | TBA         | TBA              | TBA         |
| 2018 | 42   | ウィスコンシン州                   | アポストル島国立湖沼公園                                |                                                                               | カヤックする人、灯台と海蝕洞のあるデビルズ島                                 | 2018年4月9日 (1970年9月26日)   | TBA         | TBA              | TBA         |
| 2018 | 43   | ミネソタ州                         | ボエジャーズ国立公園                                    |                                                                               | 断崖とハシグロアビ                                                           | 2018年6月11日 (1971年1月8日)   | TBA         | TBA              | TBA         |
| 2018 | 44   | ジョージア州                       | カンバーランド島国立海浜公園                            |                                                                               | 塩沼にいるコサギ                                                             | 2018年8月27日 (1972年10月23日) | TBA         | TBA              | TBA         |
| 2018 | 45   | ロードアイランド州                 | ブロック島国立野生保護区                                |                                                                               | カウコーブ・ビーチのブロック島北灯台とゴイサギ                               | 2018年11月13日 (1973年4月12日) | TBA         | TBA              | TBA         |
| 2019 | 46   | マサチューセッツ州                 | ローウェル国立史跡公園                                  | TBD                                                                           | 窓の外にブート・ミルの時計台を臨む力織機部屋で働くローウェルの女工           | 2019年 (1978年6月5日)          | TBA         | TBA              | TBA         |
| 2019 | 47   | 北マリアナ諸島                     | アメリカ記念公園                                        | TBD                                                                           | アメリカ記念公園のフラッグ・サークルと慰霊施設に立つチャモロ族の若い女性     | 2019年 (1978年8月18日)         | TBA         | TBA              | TBA         |
| 2019 | 48   | グアム                             | 太平洋戦争国立史跡公園                                  | TBD                                                                           | 太平洋戦争のグアムの戦いにおけるアメリカ軍上陸                               | 2019年 (1978年8月18日)         | TBA         | TBA              | TBA         |
| 2019 | 49   | テキサス州                         | サン・アントニオ・ミッションズ国立史跡公園              | TBD                                                                           | スペイン帝国の通貨「スペイン・レアル」銀貨の紋様：門と鐘、ライオン、波、麦   | 2019年 (1978年11月10日)        | TBA         | TBA              | TBA         |
| 2019 | 50   | アイダホ州                         | フランク・チャーチ・リバー・オブ・ノーリターン野生地域  | TBD                                                                           | 自然の森林を背景としたサーモン川を下る船                                     | 2019年 (1980年7月23日)         | TBA         | TBA              | TBA         |
| 2020 | 51   | アメリカ領サモア                   | アメリカン・サモア国立公園                              | TBD                                                                           | サモアオオコウモリ母子                                                       | 2020年 (1988年10月31日)        | TBA         | TBA              | TBA         |
| 2020 | 52   | コネチカット州                     | ウィア・ファーム国定史跡                                | TBD                                                                           | ウィアー・ファーム前で描く画家                                               | 2020年 (1990年10月31日)        | TBA         | TBA              | TBA         |
| 2020 | 53   | アメリカ領ヴァージン諸島           | ソルトリバー湾国立史跡公園・生態系保護区                | TBD                                                                           | レッド・マングローブ（アメリカヒルギ）の若木                                 | 2020年 (1992年2月24日)         | TBA         | TBA              | TBA         |
| 2020 | 54   | バーモント州                       | マーシュ・ビリングス・ロックフェラー国立史跡公園        | TBD                                                                           | オウシュウトウヒの苗木を植える少女                                           | 2020年 (1992年8月26日)         | TBA         | TBA              | TBA         |
| 2020 | 55   | カンザス州                         | トールグラス国立保護区                                  | TBD                                                                           | ブルーステム（キビの一種）の間を飛ぶギンボシヒョウモンチョウ                 | 2020年 (1996年11月12日)        | TBA         | TBA              | TBA         |
| 2021 | 56   | アラバマ州                         | タスキーギ・エアメン国定史跡                            | TBD                                                                           | 上空のP-51マスタング2機と装備するタスキーギ・エアメン                        | 2021年 (1998年11月6日)         | TBA         | TBA              | TBA         |

## 地区種別
56種類の硬貨デザインのうち、種別に分けると次の通りとなる。
- 国立公園事務局管轄地区 48
  - 国立公園 18
  - ナショナル・モニュメント 5
  - 国定史跡、国立史跡公園 13
  - 国立湖沼公園、国立海浜公園 3
  - 国立余暇地域 1
  - 国立軍事公園 2
  - ナショナル・メモリアル 2
  - ナショナル・パークウェイ 1
  - 国立保護区 1
  - 国立景観河川 1
- 林野庁管轄国有林 5
- 国立野生保護事務局管轄野生地域 1（国有林6箇所含む）
- 魚類野生生物局管轄国立野生保護区 2